# Les enfants de Timpelbach
Les enfants de Timpelbach (no Brasil: A Cidade das Crianças) é um filme francês de comédia e aventura infantil lançado em 17 de dezembro de 2008, dirigido por Nicolas Bary. O filme é baseado no livro de romance Timpetill: Die Stadt ohne Eltern (1937) de Henry Winterfeld.

## Enredo
O roteiro do filme segue fielmente a narrativa do romance em que se baseia:
Manfred (Raphaël Katz) é um pequeno garçom da pequena Timple bache, uma aldeia que parece remota e onde as crianças fazem piadas e brincadeiras contra os seus pais e contra os adultos. Desesperados, eles querem ensinar uma lição às crianças, simulando abandoná-los à própria sorte para assustá-los e trazê-los à razão. Então, eles saem da aldeia discretamente durante a noite, alegando que os deixarão para sempre, mas com a intenção de retorno no final do dia. A experiência dos adultos transforma-se, no entanto, numa tragédia quando são detidos e presos por soldados estrangeiros, que os acusam de tentar realizar uma invasão ao seu país. Eles percebem então que realmente deixaram os seus filhos na aldeia por um longo tempo.
Em Timpelbach, as crianças, compreendendo o desaparecimento dos adultos, decidem aproveitar a experiência de alegria à sua liberdade excessiva. Contudo, a preocupação com as dificuldades que não sabem resolver, incluindo alimentos, começa a manifestar-se. Organizam-se, portanto, para voltar a aldeia e satisfazerem as suas necessidades, duas gangues rivais: uma conduzida por Oscar (Baptiste Bethouleau), vivendo em violência e excesso, e ao contrário, Manfred (Raphaël Katz) e Marianne (Adèle Exarchopoulos), mais razoáveis tentando recriar uma cópia moralista do sistema de seus pais. Rapidamente, intensificou-se o conflito entre os grupos, levando alguns dias, a um confronto grande e comum na praça da cidade. Os adultos então são finalmente liberados, em seguida, retornam para a aldeia, onde são recebidos por seus filhos com alegria, que restaura a situação para todos.

## Elenco
- Raphaël Katz como Manfred
- Adèle Exarchopoulos como Marianne
- Léo Legrand como Thomas
- Gérard Depardieu como O general
- Carole Bouquet como Mme Drohne
- Armelle como Corbac, o professor
- Éric Godon como Stettner

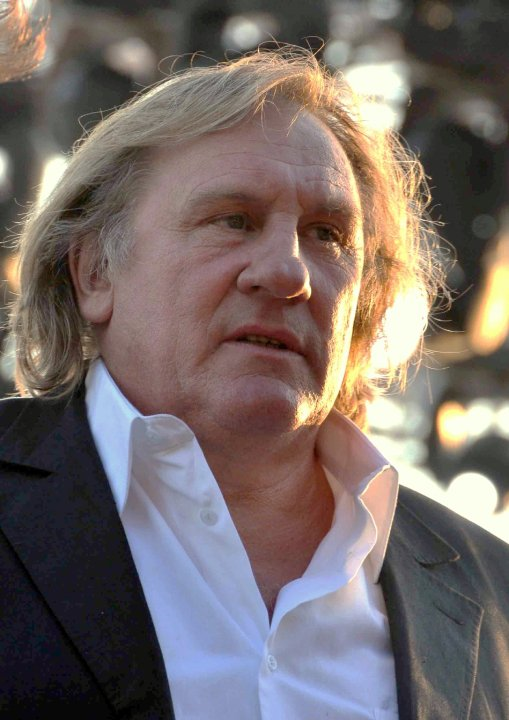
Gérard Depardieu interpreta um general.

- Baptiste Betoulaud como Oscar Stettner
- Lola Créton como Mireille Stettner
- Léo Paget como Robert Lapointe
- Terry Edinval como Wolfgang
- Florian Goutieras como P'tit Louis
- Mathieu Donne como Gros Paul
- Martin Jobert como Willy Hak
- Ilona Bachelier como Charlotte
- Julien Dubois como Barnabé
- Marcus Vigneron como Charles Benz
- Jonathan Joss como Jean Krög
- David Cognaux como Kevin
- Sacha Lecomte como Philibert
- Tilly Mandelbrot como Erna
- Maxime Riquier como Bobby, o escrivão
- Manon Chevallier como Marion
- Valentine Bouly como Paulette
- Talina Boyaci como Zoé
- Vanille Ougen como Kimy
- François Damiens como o entregador
- Philippe Le Mercier como o prefeito
- Stéphane Bissot como a mãe de Manfred
- Mayane Maggiori como Mme Hak
- Odile Matthieu como o prefeito Krog

## Desenvolvimento

### Produção
Em 2001 o diretor do filme, Nicolas Bary, inciou a produção do filme, que é baseado no livro de literatura infantil Timpetill: Die Stadt ohne Eltern lançado em 1937, que se assemelha aos filmes, Grimm (2005) e La Guerre des boutons (1962), este relançado em 2011.
Após dois anos escrevendo o roteiro com Nicolas Peufaillit, o diretor do longa conheceu o fundador da empresa Chapter 2, que ajudou a desenvolver e produzir o filme.

### Filmagens
As filmagens decorreram na maioria em Luxemburgo, nas cidades de Beaufort e Ansembourg, ele também foi rodado na região da valônia, na Bélgica. Houve cerca de 100 horas de gravação, em uma determinada cena, o diretor disse que apenas uma parte do filme, o torneio, durou mais de 11 semanas para ser gravado.

## Prêmios e indicações
| Ano  | Prêmio       | Categoria                 | Indicação     | Resultado | Ref   |
| ---- | ------------ | ------------------------- | ------------- | --------- | ----- |
| 2009 | César Awards | Melhor Design de Produção | Olivier Raoux | Indicado  | [ 2 ] |